# Lándzsásnemesek
A szepesi lándzsásnemesek az eredetileg gömörőröknek nevezett, valószínűleg kabar eredetű határőrnépek utódai. Idegen eredetükre utal a más idegen eredetű határőr népekhez hasonlóan jelentős autonómiájuk, aminek jellemző elemeként a székelyekhez és kunokhoz hasonló székekbe szerveződtek.

## Története
Őseiket valószínűleg Szent István király telepítette le, amikor az államalapítás után megszervezte Gömör vármegyét. A gyepűn túli területek meghódításával, a határ északabbra tolásával a gömörőrök is északabbra települtek, a Szepességbe. Ettől kezdve hívták őket szepesi lándzsásnemeseknek, e névvel is jelezve a nemesekét megközelítő kiváltságaikat.
A tatárjárás előtt valószínűleg személy szerinti katonáskodásra kötelezték őket. Ennek megfelelően a tatárjárás igencsak megritkította soraikat; egész falvaik néptelenedtek el. Katonai szolgálataikról azonban IV. Béla továbbra se mondhatott le, ezért 1243-ban adott szabadságlevelükben a megváltozott viszonyokhoz igazította szolgálataikat. Rendelete értelmében minden négy olyan nemesnek, akiknek volt összesen nyolc ekealjnyi földje (egy ekealj nagyjából 120 hold) egy „fegyverest” (valószínűsíthetően nehézlovast) kellett kiállítania. Mivel a lándzsásoknak összesen mintegy 80 ekealjnyi földja volt, ezzel a rendelettel tíz lovas kiállítására kötelezték őket.
Ennek mintegy ellentételezéseként a király (újólag) biztosította számukra a bíró (comes) évenkénti szabad választását. A nők öröklési jogát a férfikéval egyenrangúnak ismerte el. Jogaik elvileg megegyeztek az országos nemesekével, de mivel birtokaik azokéinál jóval kisebbek voltak, a meggazdagodásra, kiemelkedésre alig volt lehetőségük.
Az 1300-as évek elején a Szepességben száznál valamivel több lándzsáscsalád élhetett. Életszínvonaluk a legszegényebb kisnemesekén állandósult; alig különbözött a jobbágyokétól. A határvédelem megszűnésével eredeti funkciójuk formálissá vált, többük képzett fegyverforgató lévén azonban katonai erejük azonban lényegesen meghaladta a kötelezően kiállítandó tíz lándzsást. Ennek megfelelően társadalmi megbecsülésük is csekély volt; a vármegye apparátusa rendszeresen vegzálta őket. 1310/11 fordulóján Bene, a lándzsások bírája több társával Aba Amadé elébe járult azzal a kéréssel, hogy őket IV. Bélától kapott kiváltságaikban sértetlenül őrizze meg. 1311. február 11-én nádor Kassán külön oklevelet adott ki, amelyben utasított egy bizonyos Miklóst, aki neki szepesi várnagya és alispánja volt, hogy a lándzsás nemeseket se ítélni, se zaklatni ne merészelje, nehogy azok a  hatalmaskodók elleni panaszaikkal a királyhoz forduljanak. A helyzet azonban feszült maradt 1312 tavaszáig, amíg maga Károly Róbert nem kereste fel a Szepességet. Ekkor újólag megerősítette a lándzsások minden kiváltságát, és ezzel az Amadé fiaival kirobban konfliktusban a maga oldalára állította őket — a lándzsások jelentős szerephez jutottak a rozgonyi csatában.
1318-ban említik őket először tízlándzsás nemesekként (nobiles sub decem lanceis constituti), ekkora alakult ki autonóm szervezetük, tízlándzsás székük. Birtokaik elaprózódása miatt ekkor megélhetésük már egyre nehezebb, de maradékaik az újkorig megőrizték önkormányzatukat.
Később valószínűleg mint keltjobbágyfiúk a várjobbágyok alsó rétegébe emelkedtek.